# سکه‌های ایالات متحده آمریکا
سکه‌های ایالات متحده آمریکا (انگلیسی: Coins of the United States dollar) سکه‌های ایالات متحده از ابتدا در سال ۱۷۹۲ بر مبنای دلار ضرب شد. به ارزش هر ۱$ دلار =۱۰۰¢ سنت.
امروزه سکه‌های رایج در گردش از ۱¢ (یعنی ۱ درصد یا $۰٫۰۱), ۵¢, ۱۰¢, ۲۵¢, ۵۰¢, و $۱٫۰۰. توسط ضرابخانه ایالات متحده ضرب و به فروش می‌رسد و مسئول قرار دادن سکه در گردش و خروج آنهاست. طرح این سکه‌ها در سالهای اخیر تغییر چندانی نداشته و فقط جنس بعضی از آن‌ها بنا به سیاست‌های اقتصادی و تورم از نقره به فلزات کم ارزش تر تنزل نموده است.

## مراکز ضرب سکه
چهار مرکز در ایالات متحده آمریکا، وظیفه ضرب میلیاردها سکه رایج و یادبود را بر عهده دارند:
1. ضرابخانه مرکزی فیلادلفیا
2. دنور
3. سان فرانسیسکو
4. وست پوینت، تولید سکه‌های طلا و نقره

از وظایف دیگر ضرابخانه‌های فیلادلفیا و دنور تولید قالب استفاده در تمام ضرابخانه‌ها و تأیید و نگهداری نمونه‌هایی از تمامی انواع سکه‌های در گردش و یادبود در هر سال است.

### سکه‌های رایج در گردش
| ارزش                           | تصویر                                         | تصویر                                          | مشخصات                | مشخصات       | مشخصات                                        | مشخصات | شرح               | شرح                               | شرح                                                         | سال ضرب                 | استفاده              | مرجع مشترک                       |
| ارزش                           | رو                                            | پشت                                            | قطر                   | ضخامت        | وزن                                           | جنس | لبه               | رو                                | پشت                                                         | سال ضرب                 | استفاده              | مرجع مشترک                       |
| ------------------------------ | --------------------------------------------- | ---------------------------------------------- | --------------------- | ------------ | --------------------------------------------- | --- | ----------------- | --------------------------------- | ----------------------------------------------------------- | ----------------------- | -------------------- | -------------------------------- |
| پنی (سکه ایالات متحده آمریکا)  |                                               |                                                | 19.00 میلی‌متر         | 1.55 میلی‌متر | ۱۹۰۹–۱۹۴۲, ۱۹۴۴–۱۹۸۲ 3.11 گرم (۴۸ دانه (یکا)) | مس ۹۵٪ قلع/روی 5%1                                                                                            | صاف               | آبراهام لینکن                     | خوشه گندم                                                   | ۱۹۰۹–۱۹۵۸               | گسترده2              | سنت گندم، پنی گندم               |
| پنی (سکه ایالات متحده آمریکا)  |                                               | 19.05 میلی‌متر                                  | بنای یادبود لینکن     | 1.55 میلی‌متر | ۱۹۰۹–۱۹۴۲, ۱۹۴۴–۱۹۸۲ 3.11 گرم (۴۸ دانه (یکا)) | مس ۹۵٪ قلع/روی 5%1                                                                                            | صاف               | آبراهام لینکن                     | ۱۹۵۹–۲۰۰۸                                                   | گسترده                  | سنت، پنی             |                                  |
| پنی (سکه ایالات متحده آمریکا)  | پنی (سکه ایالات متحده آمریکا)                 | 19.05 میلی‌متر                                  | ۱۹۸۲- تاکنون 2.50 گرم | 1.55 میلی‌متر | هسته: روی ۹۷٫۵٪ آبکاری: مس 2.5%1              | پنی (سکه ایالات متحده آمریکا)                                                                                 | صاف               | آبراهام لینکن                     | ۲۰۰۹                                                        | گسترده                  | سنت، پنی             |                                  |
| پنی (سکه ایالات متحده آمریکا)  |                                               | 19.05 میلی‌متر                                  | ۱۹۸۲- تاکنون 2.50 گرم | 1.55 میلی‌متر | هسته: روی ۹۷٫۵٪ آبکاری: مس 2.5%1              | پنی (سکه ایالات متحده آمریکا)                                                                                 | صاف               | آبراهام لینکن                     | ۲۰۱۰–تاکنون                                                 | گسترده                  | سنت، پنی             |                                  |
| 5 سنت                          |                                               |                                                | 21.21 میلی‌متر         | 1.95 میلی‌متر | 5.00 گرم                                      | مس ۷۵٪ نیکل 25%3                                                                                              | صاف               | توماس جفرسون (مشخصات)             | مانتیسلو                                                    | ۱۹۳۸–۱۹۴۲, ۱۹۴۶–۲۰۰۳    | گسترده               | نیکل                             |
| 5 سنت                          |                                               | see article: Westward Journey nickel           | 21.21 میلی‌متر         | 1.95 میلی‌متر | 5.00 گرم                                      | مس ۷۵٪ نیکل 25%3                                                                                              | صاف               | طرح دویستمین سالگرد لوئیس و کلارک | طرح دویستمین سالگرد لوئیس و کلارک                           | ۲۰۰۴–۲۰۰۵               | گسترده               | نیکل                             |
| 5 سنت                          |                                               |                                                | 21.21 میلی‌متر         | 1.95 میلی‌متر | 5.00 گرم                                      | مس ۷۵٪ نیکل 25%3                                                                                              | صاف               | توماس جفرسون (پرتره)              | مانتیسلو                                                    | ۲۰۰۶–تاکنون             | گسترده               | نیکل                             |
| دایم (سکه ایالات متحده آمریکا) |                                               |                                                | 17.91 میلی‌متر         | 1.35 میلی‌متر | 2.268 گرم (۳۵ دانه (یکا))                     | مس 91.67% نیکل 8.33%4                                                                                         | ۱۱۸ شیار          | فرانکلین دلانو روزولت             | مشعل، شاخه بلوط، شاخه زیتون                                 | ۱۹۶۵–تاکنون             | گسترده               | دایم                             |
| کوارتر (سکه آمریکا)            |                                               |                                                | 24.26 میلی‌متر         | 1.75 میلی‌متر | 5.67 گرم (0.2 oz)                             | مس 91.67% نیکل 8.33%4                                                                                         | ۱۱۹ شیار          | جرج واشنگتن                       | عقاب سر سفید                                                | 1965–1974, 1977–19985   | گسترده               | کوارتر                           |
| کوارتر (سکه آمریکا)            |                                               | جشن دویست ساله مشعل و نظامی استعماری میلی‌مترer | 24.26 میلی‌متر         | 1.75 میلی‌متر | 5.67 گرم (0.2 oz)                             | مس 91.67% نیکل 8.33%4                                                                                         | ۱۱۹ شیار          | جرج واشنگتن                       | (1975) 19765                                                |                         | گسترده               | کوارتر                           |
| کوارتر (سکه آمریکا)            |                                               | کوارترهای ۵۰ ایالت                             | 24.26 میلی‌متر         | 1.75 میلی‌متر | 5.67 گرم (0.2 oz)                             | مس 91.67% نیکل 8.33%4                                                                                         | ۱۱۹ شیار          | جرج واشنگتن                       | کوارترهای ۵۰ ایالت                                          | ۱۹۹۹–۲۰۰۸               | گسترده               | کوارتر                           |
| کوارتر (سکه آمریکا)            | کوارترهای مناطق آزاد                          | کوارترهای مناطق آزاد                           | 24.26 میلی‌متر         | 1.75 میلی‌متر | 5.67 گرم (0.2 oz)                             | مس 91.67% نیکل 8.33%4                                                                                         | ۱۱۹ شیار          | جرج واشنگتن                       | ۲۰۰۹                                                        |                         | گسترده               | کوارتر                           |
| کوارتر (سکه آمریکا)            |                                               | کوارترهای زیبای آمریکا                         | 24.26 میلی‌متر         | 1.75 میلی‌متر | 5.67 گرم (0.2 oz)                             | مس 91.67% نیکل 8.33%4                                                                                         | ۱۱۹ شیار          | جرج واشنگتن                       | کوارترهای زیبای آمریکا                                      | ۲۰۱۰–۲۰۲۱               | گسترده               | کوارتر                           |
| 50 سنت                         |                                               |                                                | 30.61 میلی‌متر         | 2.15 میلی‌متر | 11.34 گرم (۱۷۵ دانه (یکا))                    | مس 91.67% نیکل 8.33%4                                                                                         | ۱۵۰ شیار          | جان اف. کندی                      | نشان رئیس جمهور ایالات متحده آمریکا احاطه شده توسط ۵۰ ستاره | ۱۹۷۱–۱۹۷۴, ۱۹۷۷–تاکنون5 | محدود6               | نیم، نیم دلار، ۵۰ سنت            |
| 50 سنت                         |                                               | تالار استقلال                                  | 30.61 میلی‌متر         | 2.15 میلی‌متر | 11.34 گرم (۱۷۵ دانه (یکا))                    | مس 91.67% نیکل 8.33%4                                                                                         | ۱۵۰ شیار          | جان اف. کندی                      | (1975) 19765                                                |                         | محدود6               | نیم، نیم دلار، ۵۰ سنت            |
| یک دلار                        |                                               |                                                | 38.1 میلی‌متر          | 2.58 میلی‌متر | 22.68 گرم (0.8 oz)                            | مس 91.67% نیکل 8.33%4                                                                                         | شیار دار          | دوایت آیزنهاور                    | آپولو ۱۱ نشان مأموریت                                       | ۱۹۷۱–۱۹۷۸               | منسوخ، مناقصه قانونی | دلار بزرگ، دلار "نقره", دلار آیک |
| یک دلار                        |                                               | ناقوس آزادی سوار بر ماه                        | 38.1 میلی‌متر          | 2.58 میلی‌متر | 22.68 گرم (0.8 oz)                            | مس 91.67% نیکل 8.33%4                                                                                         | شیار دار          | دوایت آیزنهاور                    | ۱۹۷۵–۱۹۷۶                                                   |                         | منسوخ، مناقصه قانونی | دلار بزرگ، دلار "نقره", دلار آیک |
| یک دلار                        |                                               |                                                | 26.50 میلی‌متر         | 2.00 میلی‌متر | 8.10 گرم (۱۲۵ دانه (یکا))                     | مس 91.67% نیکل 8.33%4                                                                                         | شیار دار          | سوزان آنتونی                      | آپولو ۱۱ نشان مأموریت                                       | 1979–1981, 19998        | منسوخ، مناقصه قانونی | SBA, سوزان آنتونی.               |
| یک دلار                        |                                               |                                                | 26.50 میلی‌متر         | 2.00 میلی‌متر | 8.10 گرم (۱۲۵ دانه (یکا))                     | هسته: 100% Cu روکش‌کاری لیزری: 77% Cu, 12% روی، 7% منگنز، 4% نیکل آلیاژ: 88.5% Cu, 6% روی، 3.5% منگنز، 2% نیکل | صاف               | ساکاگاوا                          | عقاب طاس در پرواز                                           | ۲۰۰۰–۲۰۰۸               | محدود7               | سکه دلار، دلار طلایی، ساکاگاوا   |
| یک دلار                        | ببینید مقاله: پروژه سکه ۱ دلاری بومیان آمریکا | نقش چکشی نوشته‌شده                              | 26.50 میلی‌متر         | 2.00 میلی‌متر | 8.10 گرم (۱۲۵ دانه (یکا))                     | هسته: 100% Cu روکش‌کاری لیزری: 77% Cu, 12% روی، 7% منگنز، 4% نیکل آلیاژ: 88.5% Cu, 6% روی، 3.5% منگنز، 2% نیکل | سری بومیان آمریکا | ساکاگاوا                          | ۲۰۰۹–تاکنون                                                 |                         | محدود7               | سکه دلار، دلار طلایی، ساکاگاوا   |
| یک دلار                        | سکه‌های ریاست جمهوری آمریکا7                   | نقش چکشی نوشته‌شده                              | 26.50 میلی‌متر         | 2.00 میلی‌متر | 8.10 گرم (۱۲۵ دانه (یکا))                     | هسته: 100% Cu روکش‌کاری لیزری: 77% Cu, 12% روی، 7% منگنز، 4% نیکل آلیاژ: 88.5% Cu, 6% روی، 3.5% منگنز، 2% نیکل |                   | رئیس‌جمهور ایالات متحده آمریکا     | مجسمه آزادی                                                 | ۲۰۰۷–۲۰۱۶               | محدود7               | سکه دلار، دلار طلا               |
|                                |                                               |                                                |                       |              |                                               | |                   |                                   |                                                             |                         |                      |                                  |

## سکه‌های یادبود مدرن
سکه‌های یادبود آمریکای مدرن از سال ۱۹۸۲ میلادی:
| جنس      | اندازه نهایی | ابعاد                      | آلیاژ                | ارزش اسمی | ارزش فلز بکار رفته         |
| -------- | ------------ | -------------------------- | -------------------- | --------- | -------------------------- |
| نیم دلار | 11.34 g      | ۳۰٫۶۱ میلیمتر (۱٫۲۰۵ اینچ) | Cu ۹۲٪, Ni ۸٪        | ۵۰¢       | -----                      |
| یک دلار  | 26.73 g      | ۳۸٫۱ میلیمتر (۱٫۵۰۰ اینچ)  | Ag 90%, Cu ۱۰٪       | $۱        | نقره 24.057 g (~0.773 ozt) |
| نیم دلار | 8.539 g      | ۲۱٫۵۹ میلیمتر (۰٫۸۵۰ اینچ) | Au 90%, Ag 6%, Cu ۴٪ | $۵        | طلا 7.523 g (~0.2418 ozt)  |
| عقاب     | 16.718 g     | ۲۶٫۹۲ میلیمتر (۱٫۰۶۰ اینچ) | Au 90%, Ag 6%, Cu ۴٪ | $۱۰       | طلا 15.05 g (~0.484 ozt)   |
| دو عقاب  | 14.175 g     | ۲۶٫۴۹ میلیمتر (۱٫۰۴۳ اینچ) | Au ۹۹٫۹۹٪            | $۱۰       | طلا 14.175 g (~0.456 ozt)  |